# Минђушица
Fuchsia magellanica, у народу позната као минђушица или фуксија, врста је цвећа из породице Onagraceae, специфична за подручје југа Јужне Америке.
Минђушица опстаје у умереној клими јужних области Аргентине и Чилеа, од 32°50' S. до Магелановог мореуза. У Аустралији, ова врста опстаје у Западној Аустралији, Јужној Аустралији, Новом Јужном Велсу, Викторији и Тасманији.

## Одлике
Овај патуљасти жбун може нарасти до 3 метра у висину и ширину у климатским појасевима без хладних периода, и до 1,5 m у хладнијим појасевима. Биљка обилато цвета током дугог периода са много малих цевастих пупољака, у нијансама црвене и љубичасте, мекше нијансе розе и лаванде, па чак и беле. F. magellanica је константно променљива врста широм свог станишта и, упркос популарним заблудама, ботаничар др. Пол Е. Бери, водећи стручњак ове сорте не признаје ниједну специфичну сорту.
Треба водити рачуна да се ни једна од многих баштенских селекција и хибрида не наведе таксономским статусом „var”. Осим тога, тестови полена спроведени у Пацифичкој Северозападној области Сједињених Америчких Држава од стране удружења западне Фуксија врсте су показали да су скоро сви од многих припадника ове врсте заправо хибриди у мањој или већој мери.

## Култивација
и њени култивари и хибриди често се узгајају у расадницима и баштама. Сади се у умереној и суптропској клими у пластеницима и стакленицима, као и у саксијама.
Ова врста и њени хибриди врло су подложни нападу Aculops fuchsiae, озбиљној дегенеративној болести која је случајно пренесена из Бразила на Западну обалу САД 1980. године. У новије доба, стигла је и до Француске (2003) и Уједињеног Краљевства (2007). На срећу, болест не може да издржи температуре испод 5 °C и постоје ефективни начини за њено сузбијање.

### Култивари
Култивари врсте Fuchsia magellanica укључују:
- Fuchsia magellanica 'Molinae'
- Fuchsia magellanica 'Riccartonii'
- Fuchsia magellanica 'Versicolor'
- Fuchsia magellanica 'Gracilis'
- Fuchsia magellanica 'Gracilis Variegata' (syn: Fuchsia magellanica 'Variegata')
- Fuchsia magellanica 'Aurea'